# Nandopsis ramsdeni
Nandopsis ramsdeni är en fiskart som först beskrevs av Fowler, 1938.  Nandopsis ramsdeni ingår i släktet Nandopsis och familjen Cichlidae. Inga underarter finns listade i Catalogue of Life.